# Đối với Thiên Chúa, mọi sự đều khả thi

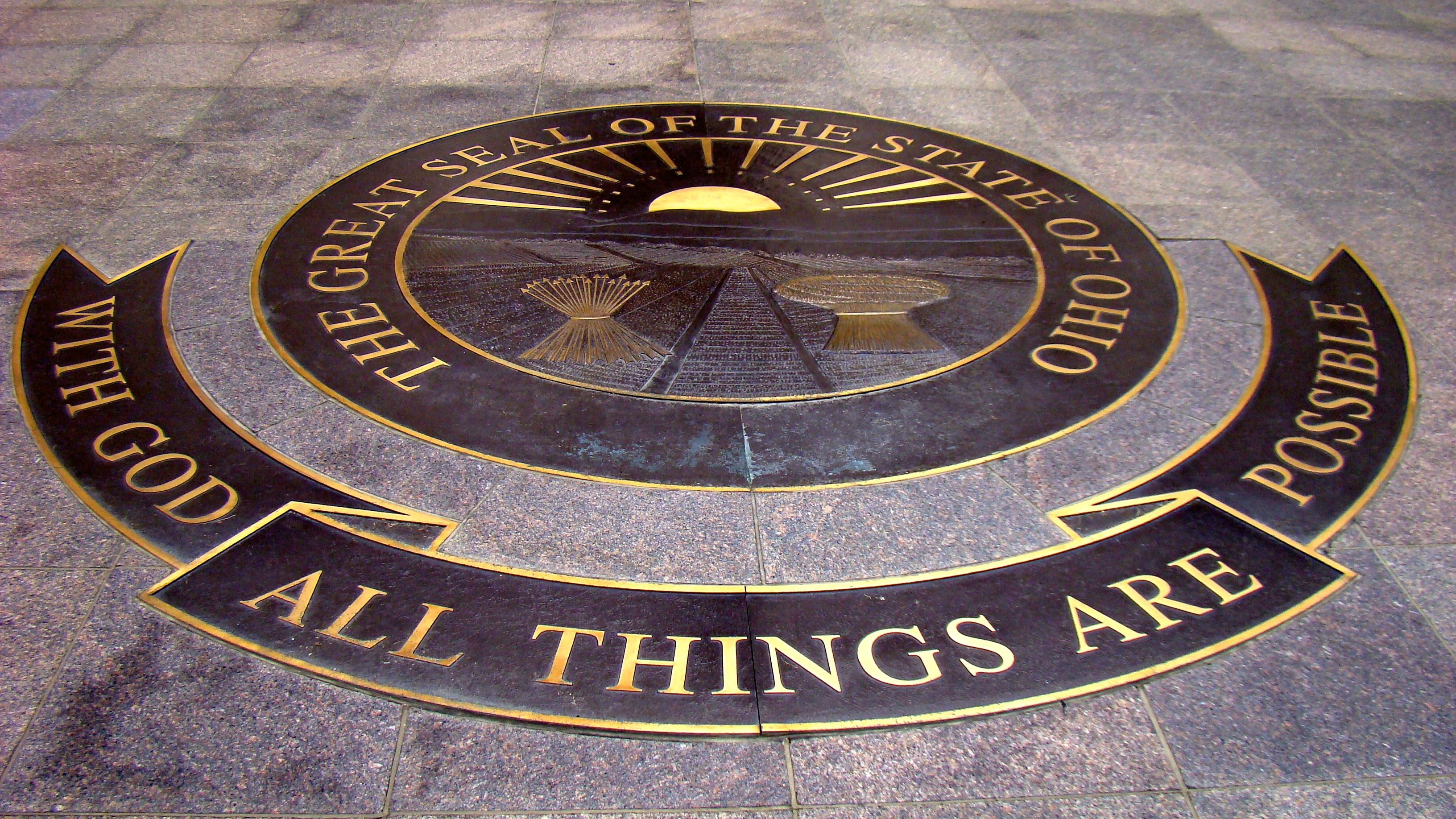
Con dấu và tiêu ngữ của Ohio được lắp vào mặt quảng trường đằng trước cầu thang vào phía tây Tòa Đại hội đồng Ohio. Việc lắp tiêu ngữ này gây một vụ kiện liên bang vào năm 1997 vì lý do "thiên vị tôn giáo".

Đối với Thiên Chúa, mọi sự đều có thể được, hay cách dịch khác "Đối với Thiên Chúa, không có gì là không thể làm được" hoặc "Thượng đế làm được mọi việc" (tiếng Anh: With God, all things are possible), là tiêu ngữ (motto) của tiểu bang Ohio thuộc Hợp chúng quốc Hoa Kỳ. Câu này được trích dẫn từ sách Phúc Âm Mátthêu, câu 19:26; đây là tiêu ngữ duy nhất của các tiểu bang Hoa Kỳ mà được lấy trực tiếp từ Kinh Thánh.
Câu tiêu ngữ đã được định rõ trong Bộ luật Ohio Sửa đổi, điều 5.06. Dòng tiêu ngữ này đôi khi xuất hiện bên dưới Huy hiệu Ohio và được chính thức thông qua vào năm 1959.
Năm 2001, câu tiêu ngữ đã trải qua một vụ kiện về tính hợp hiến liên bang khi bị cho là "thiên vị tôn giáo", nhưng tiểu bang cho rằng, tiêu ngữ này biểu hiện tính lạc quan chung và không ủng hộ một tôn giáo cụ thể nào.

## Bối cảnh
Câu nói đó của Giêsu trích trong Phúc Âm Mátthêu , với mục đề "Câu hỏi của một thanh niên giàu có". Có một chàng thanh niên, đến hỏi Chúa Giêsu cách làm việc lành để được hưởng sự sống đời đời. Giêsu đáp và giảng về một số điều răn không nên làm, và sau cùng nói người trẻ ấy hãy đi bán hết tài sản và làm việc từ thiện, thì chàng ấy không nghe mà bỏ đi. Lúc đó Giêsu mới quay qua nói với các môn đệ:
| “ | "Quả thật, Ta nói với các ngươi, người giàu vào vương quốc thiên đàng thật khó thay. Ta lại nói cùng các ngươi, con lạc đà chui qua lỗ cây kim may còn dễ hơn người giàu vào vương quốc Đức Chúa Trời". Khi các môn đồ nghe vậy, họ rất đỗi ngạc nhiên và nói, "Nếu vậy thì ai sẽ được cứu?" Nhưng Đức Chúa Giêsu nhìn họ và nói, "Đối với loài người việc ấy không thể thực hiện, nhưng Thượng đế làm được mọi việc". | ” |

Một câu nói với ý nghĩa tương tự cũng được chép trong Phúc âm Luca 1:37   Lưu trữ ngày 8 tháng 4 năm 2015 tại Wayback Machine: "Đối với Thiên Chúa, không có gì là không thể làm được".

## Cách sử dụng
Câu tiêu ngữ xuất hiện bên dưới Huy hiệu Ohio, trên đầu trang chính thức của một số cơ quan chính phủ tiểu bang. Câu này được in thành chữ lớn tại một quảng trường gần Tòa Đại hội đồng Ohio. Tiêu ngữ xuất hiện trên lá cờ Quận Franklin, vì huy hiệu của quận này phỏng theo huy hiệu tiểu bang. Theo luật tiểu bang, các học khu phải chấp nhận và trình bày bất kỳ bản sao tiêu ngữ mà tuân theo tiêu chuẩn cụ thể.
Tiêu ngữ này cũng là một trong số 46 câu được in trên bảng số xe "Ohio Pride" được phát hành lần đầu tiên ngày 15 tháng 4 năm 2013. Tiêu ngữ xuất hiện trên hai dòng ở giữa bên trái, ở dưới "Inventors Hall of Fame" và ở trên "Beautiful Ohio".
Cho đến năm 1997, tiêu ngữ xuất hiện nhiều nhất trên các lá đơn thuế thu nhập do Bộ thuế Ohio (Ohio Department of Taxation) phát hành. Tuy nhiên, Bộ thuế đã ngừng sử dụng tiêu ngữ trong biên bản hàng năm từ năm 2002.

## Trở thành tiêu ngữ của tiểu bang Ohio

### Các tiêu ngữ ban đầu

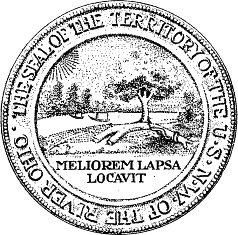
Huy hiệu Lãnh thổ Hoa Kỳ về phía Tây Bắc của Sông Ohio

Ohio được coi là tiểu bang kế tiếp Lãnh thổ Tây Bắc, lãnh thổ này từng có tiêu ngữ tiếng Latinh là Meliorem lapsa locavit, tạm dịch: "Đã trồng một cây tốt hơn cây ngã". Tiêu ngữ này có thể đã được mô phỏng từ Huy hiệu Nam Carolina, nó khuyến khích việc khai hoang, mở mang ở những vùng còn hoang sơ. 
Trong bản tuyên bố ngày 26 tháng 7 năm 1788, tiêu ngữ đã lần đầu tiên được đưa vào sử dụng. Khi trở thành một tiểu bang vào năm 1803, Ohio không còn sử dụng tiêu ngữ nữa, tuy nhiên Meliorem lapsa locavit vẫn còn là tiêu ngữ của Quận Belmont.
Ngày 19 tháng 2 năm 1866, Giám thị Giáo dục Công lập tương lai William D. Henkle gửi thư cho Bộ trưởng Ngoại giao của tiểu bang William Henry Smith có danh sách 125 câu trong tiếng Hy Lạp, Latinh, và Pháp để chọn tiêu ngữ tiểu bang. Ông nghĩ rằng các ngôn ngữ cổ điển sẽ xứng đáng hơn tiếng Anh.
Ngày 6 tháng 4, Đại hội đồng Ohio (Nghị viện tiểu bang) do Đảng Cộng hòa giành đa số thông qua một đạo luật để công bố một huy hiệu mới, khá phức tạp. Huy hiệu có dòng tiêu ngữ Imperium in Imperio, có nghĩa là "Quyền lực bên trong quyền lực" hoặc "Lãnh địa (nhà nước) bên trong Nhà nước" bằng tiếng Latinh, câu số 85 trên danh sách của Henkle. (Câu này có ý nói đến một nhóm quyền lực tự độc lập hoặc chống lại chính quyền của một nhà nước, hoặc chỉ hành xử trung thành có giới hạn và chỉ tuân theo pháp luật của mình.) 
Thống đốc Jacob Dolson Cox đã sử dụng huy hiệu và tiêu ngữ lần đầu tiên trong bản tuyên bố ngày 5 tháng 11. Tuy tiêu ngữ này nhằm mục đích ca tụng sự hùng vĩ của tiểu bang, nhưng câu đó có thể bị hiểu lầm là tự cao và cũng nhắc đến khái niệm chủ quyền tiểu bang. Câu này được sử dụng gần một năm cho đến khi cuộc Nội chiến Mỹ kết thúc. Nhà lịch sử Rush R. Sloane về sau miêu tả câu đó là "cao đỉnh của các điều vô lý".

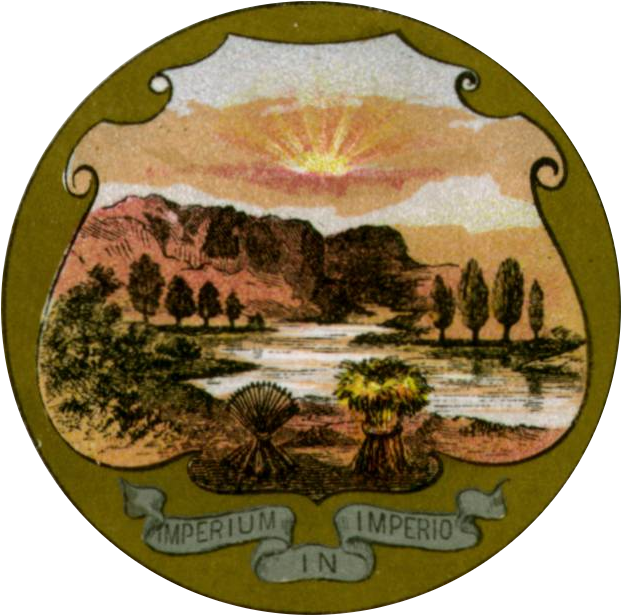
Bản vẽ huy hiệu 1866 có tiêu ngữ Imperium in Imperio

Ngày 9 tháng 5 năm 1868, do việc thay thế huy hiệu đã vượt quá ngân sách một cách đáng kể, trong phiên Đại hội đồng mới do Đảng Dân chủ giành đa số ghế, đã đồng ý bãi bỏ toàn bộ đạo luật. Dân biểu Jacob Wolf đề nghị để yên tiêu ngữ, trong khi Dân biểu Francis Bates Pond đề nghị thay thế câu đó bằng Fiat justicia ruat cœlem, có nghĩa "Hãy thực hiện công lý mặc dù trời sập" bằng tiếng Latinh. Mặc dù có các đề nghị trên, nhưng tiểu bang lại một lần nữa không có tiêu ngữ chính thức.
Sau năm 1868, hàng trăm đề nghị về việc công bố một tiêu ngữ mới bị thất bại. Ngày 29 tháng 6 năm 1933, Thượng viện thông qua một nghị quyết công bố Gateway to the West ("Cổng miền Tây") là tiêu ngữ, nhưng nghị quyết này bị thất bại trong Hạ viện. Vào đầu thập niên 1950, Đại hội đồng tổ chức một cuộc thi để chọn tiêu ngữ. Năm 1953, Dân biểu Anna F. Heise O'Neil đề xuất công bố một tiêu ngữ trong chương trình kỷ niệm 150 năm Ohio, nhưng dự luật này bị hoãn. Một đề nghị năm 1957 để in Home of Light and Flight ("Quê hương Ánh sáng và Sự bay") trên huy hiệu nhằm mục đích kỷ niệm nơi sinh của Thomas Edison tại Milan và nơi sinh trưởng của anh em nhà Wright tại Dayton. Cùng năm đó, Thượng nghị sĩ Lowell Fess cùng với Lê dương Mỹ (American Legion) đều ủng hộ một dự luật khôi phục Imperium in Imperio.

### Tiêu ngữ hiện tại
Tháng 3 năm 1958, Jimmy Mastronardo, một thiếu niên 10 tuổi ở Cincinnati, viết gửi báo The Cincinnati Enquirer chỉ ra rằng Ohio là tiểu bang duy nhất không có tiêu ngữ trong số 48 tiểu bang. Cậu bé đề xuất câu "With God, all things are possible". Bộ trưởng Ngoại giao Ohio Ted W. Brown khuyên cậu giới thiệu đề xuất này cho các lập pháp viên và đăng ký trong sổ vận động hành lang. Cậu gọi điện cho Thượng nghị sĩ địa phương William H. Deddens, ông mời Mastronardo ra phát biểu trước Ủy ban Thượng viện của Chính phủ Tiểu bang ngày 24 tháng 2 năm 1959. Sau đó, Mastronardo thu thập 18.000 chữ ký trong một chiến dịch kiến nghị, ban đầu bằng cách đến từng nhà và tham dự một hội chợ thực phẩm. Ngày 22 tháng 6, Hạ viện tiểu bang nhất trí thông qua một đạo luật công bố tiêu ngữ của Mastronardo, sau khi cậu được phép diễn thuyết trước Hạ viện trên bục chủ tịch. Thống đốc Michael DiSalle ký ban hành đạo luật này vào tháng 7, có hiệu lực từ ngày 1 tháng 10 năm 1959. Chính quyền tiểu bang xuất bản tiêu ngữ lần đầu tiên vào năm sau, khi văn phòng Bộ trưởng Ngoại giao xuất bản một cuốn sách nhỏ cho học sinh có các vật tiêu biểu và biểu tượng Ohio.
Tuy các chính khách và công chúng hiểu rằng tiêu ngữ dẫn xuất từ câu nói của Giêsu khi đối thoại với một thanh niên giàu có, nhưng Mastronardo giải thích cho các nhà báo rằng, cậu chỉ đề xuất một câu châm ngôn ưa thích nhất của mẹ cậu. Cậu không hề biết đến nguồn gốc của câu này trong Kinh Thánh. Tại một cuộc họp nhân viên bầu cử toàn tiểu bang, Brown trao tặng cậu bé một huy chương và diễn viên hài Joe E. Brown khen ngợi cậu vì chiến dịch mà cậu đã làm trong hai năm trước đó. Mastronardo cũng nhận một lá cờ tiểu bang có tiêu ngữ được dệt vào.

### Vụ tranh cãi

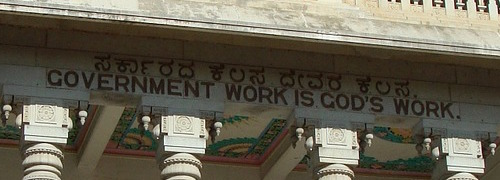
Khẩu hiệu "Công việc của Chính phủ là Công việc của Thượng đế" được khắc trong tiếng Kannada và tiếng Anh vào mái che cửa chính Vidhana Soudha.

Tháng 4 năm 1996, Thống đốc George Voinovich khi tham gia cùng với đoàn doanh nghiệp đến thăm Ấn Độ, ở đấy ông thấy khẩu hiệu "Công việc của Chính phủ là Công việc của Thượng đế" (Government Work Is God's Work) được khắc nổi bật vào cửa chính Vidhana Soudha, tòa lập pháp bang tại Bangalore. Từ đó, ông có ý định sẽ khắc tiêu ngữ Ohio tương tự vào tường của Tòa Đại hội đồng tại Columbus, như phần cuối cùng của dự án 110 triệu đô la để sửa sang tòa nhà này. Ông chính thức đề xuất sự khắc này tại sự kiện Ngày Cầu nguyện Quốc gia vào tháng 5. 
Tháng 11 cùng năm, Ban Duyệt và Tư vấn Quảng trường Capitol (Capitol Square Review & Advisory Board) quyết định lắp huy hiệu và tiêu ngữ vào mặt trước quảng trường Tòa Đại hội đồng.
Năm 1997, ngay trước khi tác phẩm bằng đồng, thiếc sẽ được cài đặt, nhánh Ohio của Liên đoàn Tự do Dân sự Mỹ (ACLU) kiện ban kiểm duyệt, ông Voinovich, Bộ trưởng Ngoại giao Bob Taft, và vài viên chức khác của chính phủ tiểu bang. ACLU khẳng định rằng tiểu bang đã vi phạm Điều khoản Thiết lập trong Tu chính án I Hiến pháp Hoa Kỳ và một điều khoản tương tự trong Hiến pháp Ohio về việc đối xử bình đẳng các tôn giáo. 
Tiểu bang lý luận rằng tiêu ngữ không phải rõ ràng có ý nghĩa Thiên Chúa giáo; họ so sánh câu tiêu ngữ này với tiêu ngữ quốc gia, "In God we trust", cũng như câu "under God" (trực thuộc Thiên Chúa) trong Lời cam kết trung thành của Hoa Kỳ. Họ giải thích rằng, tiêu ngữ là "một câu thuyết phục tượng trưng hy vọng, cảm hứng, và tính kiên trì, quyết tâm". 
ACLU với đại diện là một phó mục sư Trưởng Nhiệm tại Cleveland, ông này phản đối rằng tiểu bang tầm thường hóa lời nói của Giêsu. Một cuộc thăm dò ý kiến do ACLU tài trợ vào mùa xuân năm 1997 có kết quả chỉ 2% dân cư Quận Summit biết đến tiêu ngữ.
Ngày 1 tháng 9 năm 1998, Thẩm phán Quận Hoa Kỳ James L. Graham khi xác nhận tiêu ngữ đã kết luận rằng, câu đó có tính "hữu thần khái quát" (generically theistic) mà không ủng hộ giáo phái cụ thể nào, nhưng ông cũng cấm tiểu bang không được ghi chú nguồn gốc của tiêu ngữ. 
Tiểu bang sau đó đã tiến hành lắp bảng tiêu ngữ lên quảng trường. Ngày 25 tháng 4 năm 2000, một ban thẩm phán của Tòa án Phúc thẩm Lưu động số 6 phủ nhận phán quyết của tòa án cấp dưới, họ kết luận rằng tiêu ngữ là một "khái niệm Thiên Chúa giáo đặc biệt không được dùng chung với người Do Thái hoặc Hồi giáo". Tuy nhiên, Hội đồng Quan hệ Hồi giáo–Mỹ lại tranh cãi về lý luận này vì câu Qur'an 2:106  trong kinh Qur'an cũng có ý nghĩa tương tự, trong khi World Vaisnava Association phản đối theo kinh Hindu.
Thời điểm đó, công chúng rõ ràng ủng hộ tiêu ngữ. Theo cuộc thăm dò ý kiến do Đại học Cincinnati thực hiện vào tháng 6 năm 2000, 62% dân cư Ohio biết đến quyết định tháng 4; trong số đó, 11% đồng ý và 88% phản đối.
Hạ viện Hoa Kỳ thông qua một nghị quyết tượng trưng ủng hộ tiêu ngữ Ohio và các tiêu ngữ tương tự, với tỷ lệ 333–27 (có 66 dân biểu bỏ phiếu "có mặt"). Nghị quyết này do các Dân biểu Mike Oxley và Tony P. Hall của Ohio đưa trước Hạ viện; toàn thể đoàn dân biểu Ohio bỏ phiếu thuận, trừ Dân biểu Stephanie Tubbs Jones. Tính đến tháng 12, văn phòng Bộ trưởng Tư pháp Ohio Betty Montgomery đã nhận 15.000 bức thư ủng hộ tiểu bang về vụ ACLU, hơn mọi vấn đề khác trong nhiệm kỳ của bà ấy.
Ngày 16 tháng 3 năm 2001, toàn thể Tòa án Phúc thẩm Lưu động số 6 xem lại vụ kiện và xác nhận phán quyết năm 1998 của Thẩm phán Graham với tỷ lệ 9–4, có nghĩa để yên tiêu ngữ. Trong một ý kiến phản đối, Thẩm phán Gilbert S. Merritt, Jr., bày tỏ hoài nghi rằng tiểu bang thực sự có ý định tách bối cảnh tôn giáo khỏi câu này. Ông nêu lên việc các viên chức Ohio từng thường xuyên giải thích bối cảnh tôn giáo của tiêu ngữ cho dân cư: tất cả các Bộ trưởng Ngoại giao Ohio từ Brown cho đến Taft đã ghi chú nguồn Mátthêu 19:26 trong các tài liệu phân phối; và năm 2000, Montgomery cảnh báo các cử tri rằng "việc phá hủy tiêu ngữ tiểu bang của chúng ta là một phần của một kế hoạch kỹ càng để xóa bất cứ mọi thứ tiêu biểu tín ngưỡng khỏi nước Mỹ". Ngày 7 tháng 6 năm 2001, ACLU từ bỏ việc theo đuổi vụ kiện vì họ sợ rằng kết quả sẽ tiếp tục không thuận lợi khi mà đại đa số thành viên bảo thủ trong Tòa án Tối cao Hoa Kỳ sẽ cùng phán quyết ủng hộ cho tiểu bang.